# Волотово (Новгородская область)
Во́лотово — село в Новгородском районе Новгородской области, входит в состав Савинского сельского поселения.

## География
Находится в 3 км в востоку от Великого Новгорода. Расположено на холме на правом берегу реки Малый Волховец рядом с Синим мостом. В непосредственной близости от села проходит автодорога Великий Новгород—Москва (старый участок федеральной автомагистрали «Россия» (М10, E 105 Москва—Санкт-Петербург).

## Население
| 2010 |
| ---- |
| 218  |

## История
Этимологию названия деревни возводят к одному из названий чуди — волоты (велеты). Другая версия ссылается на то, что волотами называли великанов и старейшин человеческого рода. Подтверждением этой версии служит курган, в котором, по преданию, был похоронен первый новгородский князь Гостомысл, а рядом с ним хоронили богатырей и знатных людей, поэтому, будто бы, местность и называлась Волотово поле.
До апреля 2014 года деревня входила в состав ныне упразднённого Волотовского сельского поселения.

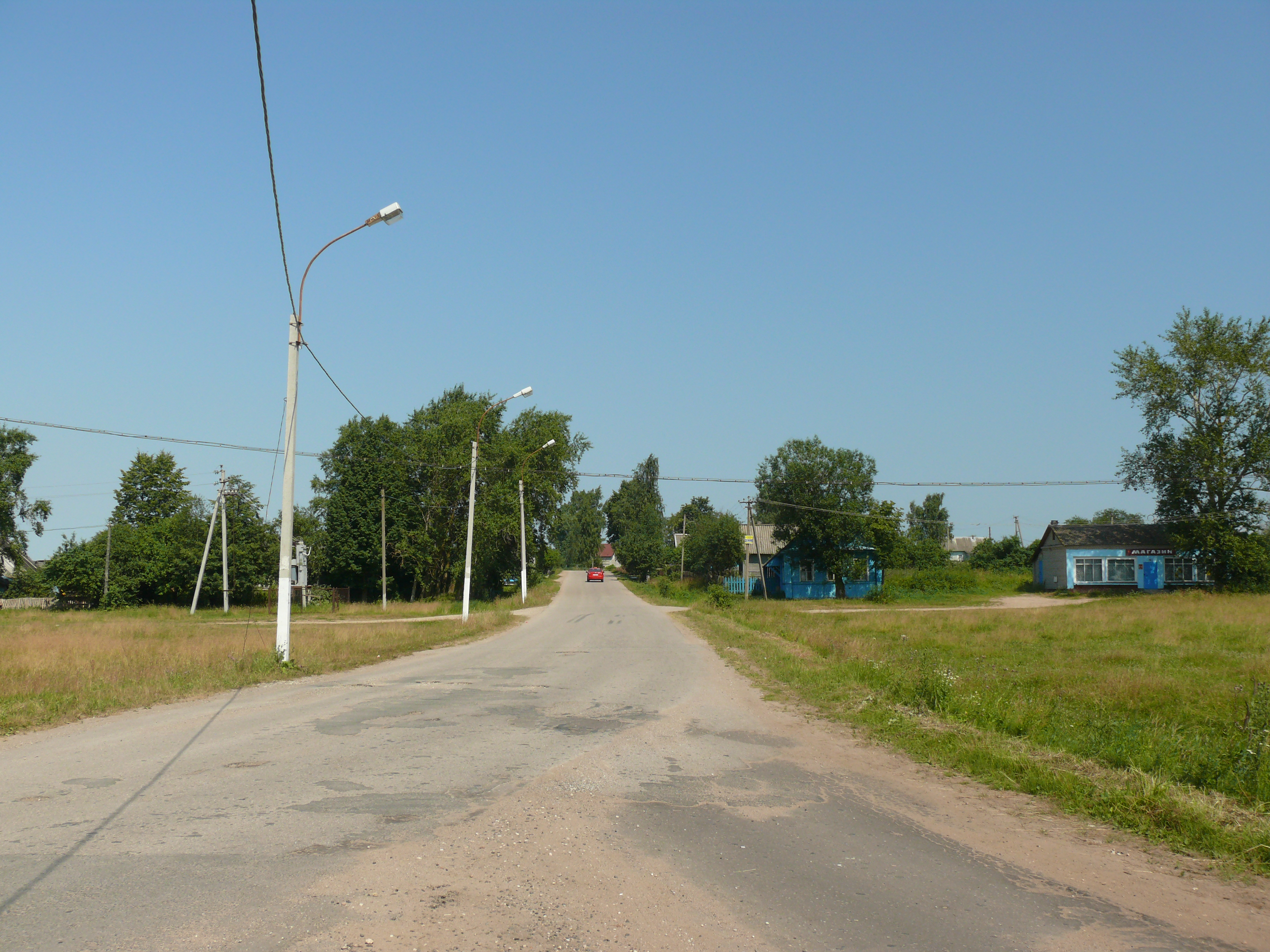
Въезд в Волотово. Здания справа — магазин и сельская библиотека

## Церковь Успения на Волотовом поле
В селе находится известная церковь Успения на Волотовом поле, построенная в 1352 году и расписанная 11 лет спустя. Во время шведской оккупации 1611—1617 года церковь была разорена, однако ни стены, ни фрески не пострадали. В 1825 году часть постройки обгорела во время грозы.
Во время Великой Отечественной войны Успенская церковь была полностью разрушена немецкой артиллерией. В 2001 году по совместному германско-российскому проекту началось её восстановление. Немецкая сторона оплатила работы в размере 52 млн рублей, они также финансировались и из федерального бюджета.
Торжественное открытие восстановленной церкви состоялось 28 августа 2003 года. В 2003 году около 1,7 миллиона фресковых фрагментов поступили на реставрацию в Новгородскую научную мастерскую «Фреска». Первые восстановленные фрески были возвращены на прежние места летом 2008 года.

## Улицы[4]
- Дорожная
- Речная
- Озёрная